# Aphyocharax alburnus
Aphyocharax alburnus és una espècie de peix de la família dels caràcids i de l'ordre dels caraciformes.

## Morfologia
- Els mascles poden assolir 8 cm de llargària total.[5]

## Depredadors
A Veneçuela és depredat per Paratrygon aiereba.

## Hàbitat
Viu en zones de clima tropical entre 20 °C - 28 °C de temperatura.

## Distribució geogràfica
Es troba a Sud-amèrica: conca del riu Amazones i l'Argentina